# Nikola Bačić
Nikola Bačić (Dubrovnik, 1825. – Rijeka, 20. travnja 1884.), hrvatski pomorski gospodarstvenik.
U ranoj mladosti došao je u Rijeku i trgovao žitom te osnovao veletrgovačku tvrtku. Od 1852. do 1879. godine bio je što vlasnik što suvlasnik dvanaest jedrenjaka duge plovidbe kojima je prevozio drvo i žito u luke Sredozemlja i sjeverne Europe. Sudjelovao je i pri stvaranju riječkog parobrodarstva te je postao suvlasnik prvog riječkog parabroda duge plovidbe "Liburno".

## Vanjske poveznice
- Nikola Bačić Hrvatska tehnička enciklopedija, portal hrvatske tehničke baštine. LZMK